# (2335) James
(2335) James (1974 UB) – planetoida z grupy przecinających orbitę Marsa okrążająca Słońce w ciągu 3,1 lat w średniej odległości 2,12 au. Odkryta 17 października 1974 r.